# Barbara Zbrożyna

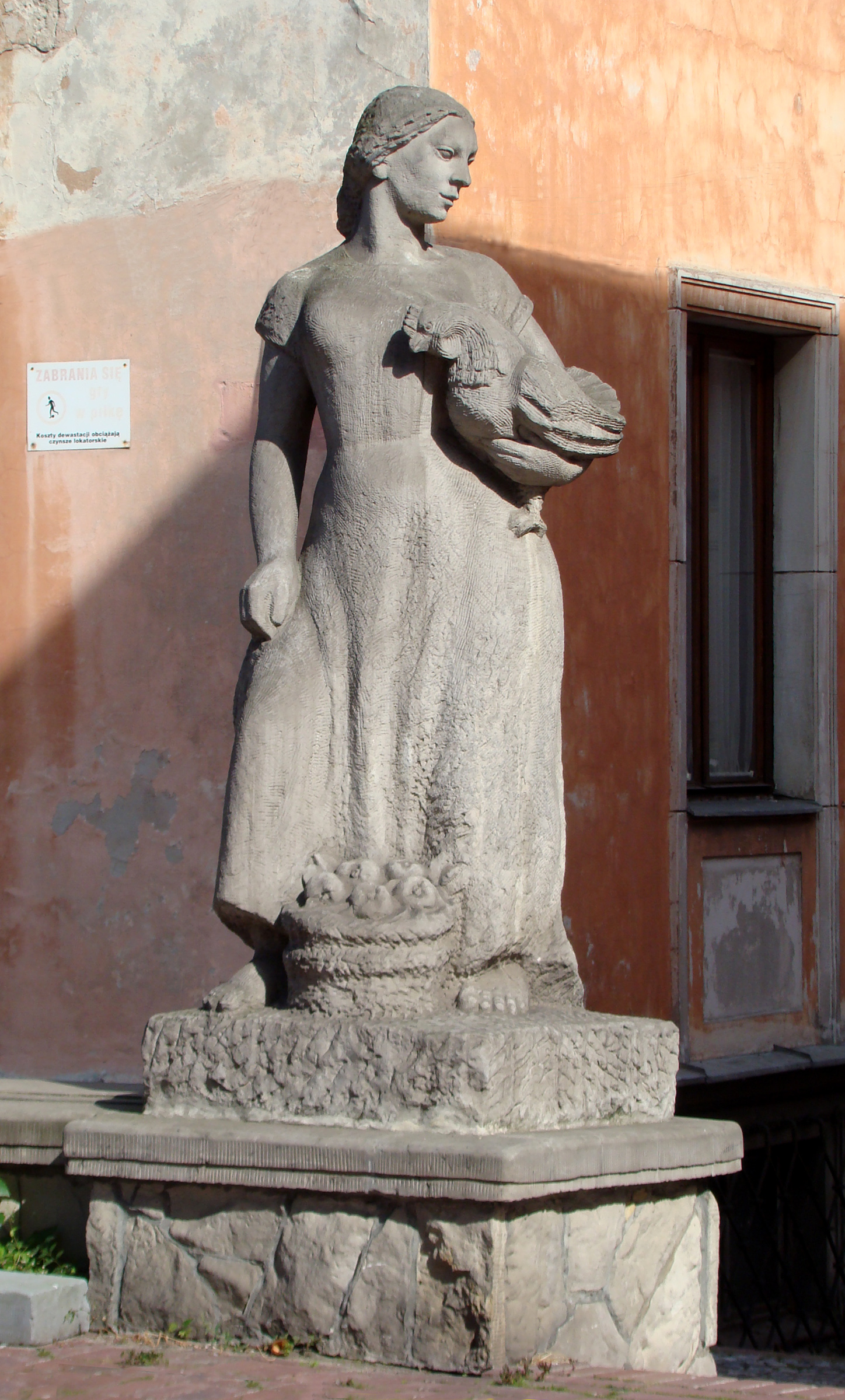
Przekupka na Mariensztacie (1949)

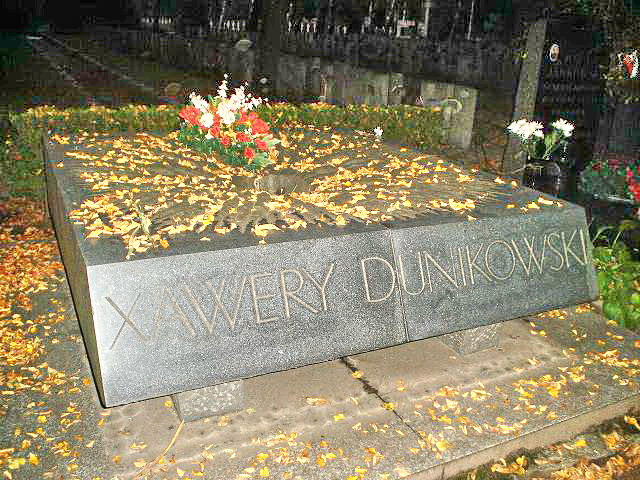
Grób Xawerego Dunikowskiego na Powązkach

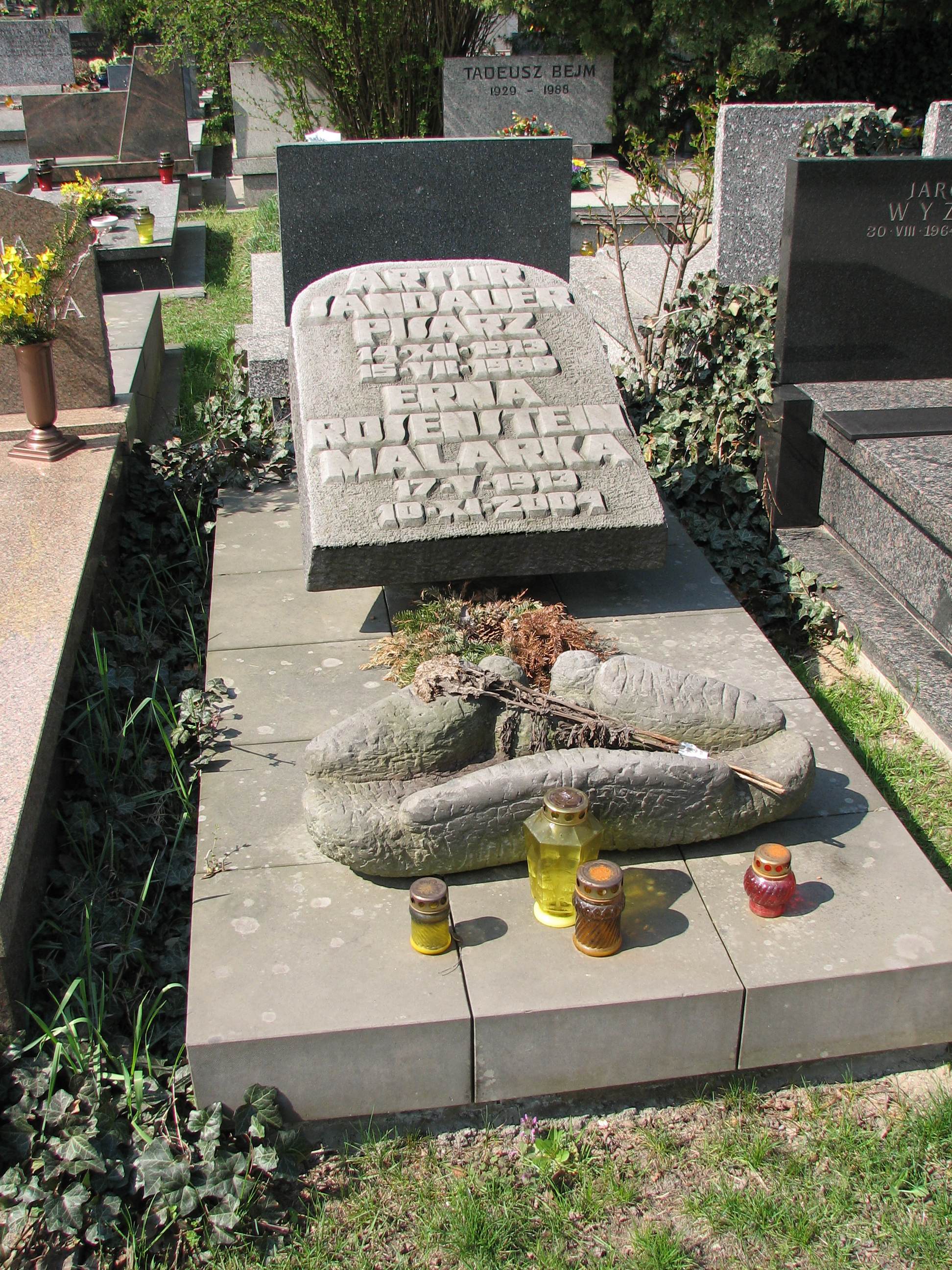
Nagrobek Artura Sandauera i Erny Rosenstein na cmentarzu Wojskowym w Warszawie

Barbara Zbrożyna (ur. 1 września 1923 w Lublinie, zm. 15 grudnia 1995 w Warszawie) – polska rzeźbiarka.

## Życiorys
Córka Jana Loefflera. Studiowała w Akademii Sztuk Pięknych im. Jana Matejki w Krakowie u Xawerego Dunikowskiego (1945–1947), a następnie w Akademii Sztuk Pięknych w Warszawie w pracowni Franciszka Strynkiewicza (1947–1952). W latach 1951–1954 brała udział w rekonstrukcji zabytkowych rzeźb w Warszawie.
W styczniu 1976 roku została sygnatariuszką listu osób protestujących przeciwko zmianom w Konstytucji Polskiej Rzeczypospolitej Ludowej (tzw. List 59), podpisała list protestacyjny do Komisji Nadzwyczajnej Sejmu PRL przeciwko zmianom w Konstytucji Polskiej Rzeczypospolitej Ludowej. Była członkiem awangardowej Grupy 55. 23 sierpnia 1980 roku dołączyła do apelu 64 uczonych, pisarzy i publicystów do władz komunistycznych o podjęcie dialogu ze strajkującymi robotnikami.
Autorka rzeźb figuralnych, kompozycji przestrzennych i pomników. Styl jej ewoluował od realizmu (rzeźba przekupki z kurą na warszawskim Mariensztacie z 1949 roku), przez syntetyczne uproszczenia i ekspresyjno-metaforyczną deformację do abstrakcji.
Została pochowana na cmentarzu Wojskowym na Powązkach w Warszawie (kwatera K-6-40).

## Pomniki
Była autorką pomników nagrobnych, m.in.:
- Xawerego Dunikowskiego, 1966 – Cmentarz Wojskowy na Powązkach – Warszawa
- Stanisława Herbsta, 1974 – Cmentarz Powązkowski – Warszawa
- Artura Sandauera i Erny Rosenstein, 1989 – Cmentarz Wojskowy na Powązkach – Warszawa
- rzeźby o tematyce sakralnej m.in.: cykl świętych i błogosławionych w kościele Jezuitów w Warszawie.

## Wystawy indywidualne: wybrane
- 1959 – Galeria Krzywe Koło w Warszawie
- 1961 – Galeria ZPAP w Warszawie
- 1964 – Galerie de la Case d’Art w Paryżu
- 1965 – La Galleria Alcione w Trieście
- 1967 – BWA w Krakowie
- 1969 – Dom Artysty Plastyka w Warszawie
- 1973 – CBWA Zachęta Narodowa Galeria Sztuki w Warszawie
- 1974 – BWA w Lublinie
- 1989 – Galeria Zapiecek w Warszawie
- 1993 – Galeria Kordegarda i Zachęta Narodowa Galeria Sztuki w Warszawie
- 2008 – Zachęta Narodowa Galeria Sztuki w Warszawie

## Ordery i odznaczenia
- Złoty Krzyż Zasługi (11 lipca 1955)[5]
- Medal 10-lecia Polski Ludowej (19 stycznia 1955)[6]

## Nagrody
Była laureatką wielu prestiżowych nagród artystycznych m.in.:
- Nagrody Kulturalnej „Solidarności” za 1988 rok
- Brata Alberta Chmielowskiego 1986
- Polcul Foundation 1991

## Upamiętnienie
W 2022 jej imię nadano alei w parku Promenada w Warszawie.